# Heinrich Beer
Heinrich Beer (14. října 1866 Olomouc – 4. května 1944 Terezín) byl rakouský a český odborový pracovník a politik německé národnosti a židovského původu, na počátku 20. století sociálně demokratický poslanec Říšské rady.

## Biografie
Jeho otec Abraham Beer byl Žid a pracoval jako mostecký městský klenotník. Heinrich své dětství prožil na severu Čech. Po studiích na Univerzitě v Lipsku žil v Praze.Na počátku století se zapojil do celostátní politiky. Ve volbách do Říšské rady roku 1907, konaných poprvé podle všeobecného a rovného volebního práva, získal mandát v Říšské radě (celostátní zákonodárný sbor) za volební obvod Čechy 83. Usedl do poslanecké frakce Klub německých sociálních demokratů. Profesně se uvádí jako redaktor.
Byl aktivní v odborovém hnutí. V roce 1913 předsedal VII. sjezdu rakouských odborových organizací konanému ve Vídni.
V závěru života žil ve Vídni, v Seegasse 16. Za nacistické vlády byl pronásledován z rasových důvodů. A jakožto Žid byl na konci června 1942 byl zařazen do židovského transportu, který odjel z Vídně do Terezína, kde v tamním ghettu zemřel v květnu 1944. Z osmi sourozenců zůstali na živu jen tři. Dva dožili v emigraci a jeden na Mostecku.